# Thập niên 430 TCN
Thập niên 430 TCN hay thập kỷ 430 TCN chỉ đến những năm từ 430 TCN đến 439 TCN.